# Pocahontas (film 1995)
Pocahontas – amerykański film animowany z 1995 roku. Jest to 33. pełnometrażowy film z wytwórni Disneya, jego kontynuacja Pocahontas 2: Podróż do Nowego Świata pojawiła się 3 lata później. Film odniósł sukces kasowy, zarabiając 141 579 773 dolarów w USA i 346 079 773 dolarów na świecie.
Premiera filmu w Polsce odbyła się 17 listopada 1995 roku z dystrybucją Syrena Entertainment Group.
Film został wydany w Polsce na wideo przez imperial Entertainment 1996 roku, na DVD z dystrybucją Imperial, CD Projekt.
Film wydano na Blu-ray z dystrybutorem Galapagos Films.

## Fabuła
Przybycie statku do Nowego Świata z angielskimi osadnikami i poszukiwaczami złota pod przywództwem pazernego Gubernatora Ratcliffe'a zaalarmowało Indian o zbliżającym się niebezpieczeństwie. Ciekawska i piękna córka wodza Indian – Pocahontas poznaje Anglika Johna Smitha. Na początku uważa go za takiego samego człowieka jak Ratcliffe, ale jej nieufność szybko zanika. Księżniczka Indian szybko wprowadza Smitha w świat indiańskich wierzeń z pomocą swych psotnych przyjaciół – szopa Meeko i kolibra Flita pokazuje Johnowi piękno indiańskiej przyrody, a w końcu zakochują się w sobie. Przepełniona odwieczną mądrością, czterechsetletnia Babcia Wierzba – mistyczna dusza zaklęta w pniu drzewa – uczy młodych wsłuchiwać się w głos serca i natury, pomaga im także znaleźć sposób, by zarówno przybysze, jak i rdzenni mieszkańcy, pochodzący z dwóch całkowicie odmiennych kultur i światów mogli żyć razem, w pokoju. Na koniec Pocahontas musi pójść za głosem serca i wybrać swoją właściwą drogę, a to zadanie nie jest łatwe.

## Postacie
| Nazwa          | Opis                                                         |
| -------------- | ------------------------------------------------------------ |
| Pocahontas     | piękna, ciekawa świata Indianka                              |
| John Smith     | blondwłosy, angielski podróżnik                              |
| Meeko          | szop, najlepszy przyjaciel Pocahontas                        |
| Flit           | koliber, przyjaciel Pocahontas                               |
| Babcia Wierzba | mądra, czterechsetletnia, mistyczna dusza zaklęta w wierzbie |
| Powhatan       | wódz Indian, ojciec Pocahontas                               |
| Nakoma         | Indianka, najlepsza przyjaciółka Pocahontas                  |
| Kekata         | szaman w indiańskiej wiosce, potrafi też leczyć              |
| Kocoum †       | przystojny Indianin, ginie ze strzelby Thomasa               |
| Ratcliffe      | pazerny, angielski gubernator, poszukiwacz złota             |
| Wiggins        | sługa Ratcliffe’a                                            |
| Thomas         | niezdarny, lekkomyślny osadnik, żołnierz i wspólnik Johna    |
| Percy          | Mops, pupil Ratcliffe’a                                      |
| Ben i Lon      | osadnicy i poszukiwacze złota                                |

## Obsada głosowa
- Irene Bedard – Pocahontas (dialogi)
- Judy Kuhn – Pocahontas (śpiew)
- Mel Gibson – kapitan John Smith
- David Ogden Stiers – 
  - gubernator Ratcliffe,
  - Wiggins
- John Kassir – szop Meeko
- Frank Welker – koliber Flit
- Linda Hunt – Babcia Wierzba
- Russell Means – wódz Powhatan (dialogi)
- Jim Cummings – 
  - wódz Powhatan (śpiew)
  - Kekata (śpiew)
- Christian Bale – Thomas
- Danny Mann – pies Percy
- Michelle St. John – Nakoma
- James Apaumut Fall – Kocoum
- Gordon Tootoosis – Kekata (dialogi)
- Billy Connolly – Ben
- Joe Baker – Lon

Źródło:

## Wersja polska
Opracowanie wersji polskiej: Studio Opracowań Filmów w Warszawie

Reżyseria: Maria Piotrowska

Dialogi polskie: Elżbieta Łopatniukowa

Nagrania wokalne: Studio Buffo

Kierownik muzyczny: Mirosław Janowski

Teksty piosenek: Antoni Marianowicz

Dźwięk: Alina Hojnacka-Przeździak

Montaż: Gabriela Turant-Wiśniewska

Kierownik produkcji: Mieczysława Kucharska

Wystąpili:
- Małgorzata Foremniak – Pocahontas (dialogi)
- Edyta Górniak – Pocahontas (śpiew)
- Cezary Morawski – kapitan John Smith (dialogi)
- Jacek Borkowski – kapitan John Smith (śpiew)
- Krzysztof Kołbasiuk – gubernator Ratcliffe
- Barbara Drapińska – Babcia Wierzba
- Janusz Zakrzeński – wódz Powhatan
- Tomasz Kozłowicz – Thomas
- Dominika Ostałowska – Nakoma
- Piotr Szwedes – Kocoum
- Grzegorz Wons – Wiggins
- Ryszard Nawrocki – Kekata
- Jan Kulczycki – Ben
- Jacek Czyż – Lon
- Magdalena Majlert-Strzałka – Wiatr

Piosenki śpiewali:
- Virginia Company – Chór
- Jak uparty bębna dźwięk – Chór
- Jak uparty bębna dźwięk (repryza) – Janusz Zakrzeński
- Ten za łukiem rzeki świat – Edyta Górniak
- Wszystko pojmiesz wnet, cz. I – Barbara Drapińska, Magdalena Majlert-Strzałka
- Mój, mój, mój – Chór, Krzysztof Kołbasiuk, Grzegorz Wons, Jacek Borkowski
- Wszystko pojmiesz wnet, cz. II – Barbara Drapińska
- Kolorowy wiatr – Edyta Górniak
- Dzicy są, cz. I – Krzysztof Kołbasiuk, Janusz Zakrzeński, Ryszard Nawrocki, Chór
- Dzicy są, cz. II – Edyta Górniak, Janusz Zakrzeński, Krzysztof Kołbasiuk, Chór

Źródło: 

## Odbiór
- Serwis Rotten Tomatoes dał filmowi wynik 56% w oparciu o recenzje 50 krytyków[4]

## Nieścisłości historyczne
- Prawdziwym imieniem Pocahontas było Matoaka. „Pocahontas” to tylko pseudonim.
- W filmie gdy Pocahontas poznała Johna Smitha, była już dorosła. W rzeczywistości miała wtedy 10 lub 11 lat.
- John Smith jest przedstawiany jako przyjazny człowiek, w rzeczywistości był opisywany jako nieprzyjemny i szorstki w obejściu przez pozostałych kolonistów[5].
- Kilka lat po opuszczeniu Wirginii przez Johna Smitha Pocahontas została schwytana przez kolonistów, przeszła na chrześcijaństwo i poślubiła plantatora tytoniu Johna Rolfe'a[6].
- Istnieje wiele kontrowersji co do tego, czy Pocahontas faktycznie uratowała Johna Smitha przed zabiciem go przez plemię Powhatan; prawdopodobnie Smith sfabrykował historię uratowania go przez Pocahontas, by zyskać popularność[7].
- Kontrowersje wynikają głównie z tego, że Smith napisał dwie relacje z pobytu w Ameryce - pierwszą opublikował w 1608 i nie ma w niej wzmianki o tym, że został prawie zabity przez Powhatan; drugą napisał około 1622 roku i zawarł w niej pierwszą wzmiankę o uratowaniu go przez Pocahontas.

## Kontrowersje
- Część krytyków zarzuca filmowi zawarcie szkodliwych stereotypów dotyczących Indian północnoamerykańskich[8]
- Według niektórych krytyków, film przedstawia stereotypowe role płciowe[9]
- Pojawiły się głosy, że zwycięstwo Smitha nad Kokoumem w rywalizacji o względy Pocahontas mają symbolizować zwycięstwo białych w walce z kolorowymi i domniemaną wyższość białych[10]

## Kontynuacje
- W 1998 roku wyprodukowano sequel filmu pt.: Pocahontas 2: Podróż do Nowego Świata.

## Ścieżka dźwiękowa
Pocahontas: An Original Walt Disney Records Soundtrack – oryginalna-anglojęzyczna ścieżka dźwiękowa promująca obraz ukazała się 30 maja 1995 roku nakładem wytwórni muzycznej Walt Disney Records. Nagrania stanowią utwory skomponowane przez Alana Menkena oraz Stephena Schwartza. Wydawnictwo było promowane kompozycją „Colors of the Wind”. Płyta dotarła do 1. miejsca listy Billboard 200 w Stanach Zjednoczonych.
| Edycja oryginalna |
| --- |
| 1. „The Virginia Company” - Chorus 2. „Ship at Sea” (Score) 3. „The Virginia Company (Reprise)” – Mel Gibson & Chorus 4. „Steady as the Beating Drum (Main Title)” - Chorus 5. „Steady as the Beating Drum (Reprise)” – Jim Cummings 6. „Just Around the Riverbend” – Judy Kuhn 7. „Grandmother Willow” (Score) 8. „Listen with Your Heart I” – Linda Hunt & Bobbi Page 9. „Mine, Mine, Mine” – David Ogden Stiers, Mel Gibson & Chorus 10. „Listen with Your Heart II” - Linda Hunt & Bobbi Page 11. „Colors of the Wind” - Judy Kuhn 12. „Savages (Part 1)” - David Ogden Stiers, Jim Cummings & Chorus 13. „Savages (Part 2)” - Judy Kuhn, David Ogden Stiers, Jim Cummings & Chorus 14. „I'll Never See Him Again” (Score) 15. „Pocahontas (Instrumental)” 16. „Council Meeting” (Score) 17. „Percy's Bath” (Score) 18. „River's Edge” (Score) 19. „Skirmish” (Score) 20. „Getting Acquainted” (Score) 21. „Ratcliffe's Plan” (Score) 22. „Picking Corn” (Score) 23. „The Warriors Arrive” (Score) 24. „John Smith Sneaks Out” (Score) 25. „Execution” (Score) 26. „Farewell” (Score) 27. „Colors of the Wind (End Title)” – Vanessa Williams 28. „If I Never Knew You (End Title)” – Jon Secada & Shanice |

| Edycja polskojęzyczna |
| --- |
| 1. „Virginia Company” - Chorus 2. „Na morzu” 3. „Virginia Company” - Chorus 4. „Jak uparty bębna dźwięk (I)” - Chorus 5. „Jak uparty bębna dźwięk (II)” - Janusz Zakrzeński 6. „Ten za łukiem rzeki świat” - Edyta Górniak 7. „Babcia wierzba” 8. „Wszystko pojmiesz wnet (I)” - Barbara Drapińska 9. „Mój, mój, mój” - Chorus/Grzegorz Wons/Jacek Borkowski/Krzysztof 10. „Wszystko pojmiesz wnet (II)” - Barbara Drapińska 11. „Kolorowy wiatr” - Edyta Górniak 12. „Dzicy są (Cz 1)” - Janusz Zakrzeński/Krzysztof Kołbasiuk 13. „Dzicy są (Cz 2)” - Chorus/Edyta Górniak/Janusz Zakrzeński/Krzysztof 14. „Nidy go już nie zobaczę” 15. „Pocahontas” 16. „Rada starszych” 17. „Persi w kąpieli” 18. „Brzeg rzeki” 19. „Napad” 20. „Spotkanie” 21. „Plan Ratcliffa” 22. „Zbieranie kukurydzy” 23. „Przybycie wojowników” 24. „Ostrzeżenie” 25. „Egzekucja” 26. „Pożegnanie” 27. „Colors Of The Wind” - End Title - Vanessa Williams 28. „If I Never Knew You” - Jon Secada/Shanice |